# Adrián Quiróz
Carlos Adrián Quiróz Osorio, también conocido como Adrián Quiróz, o por el alias "Zapote", es un empresario y político mexicano, miembro del Movimiento Regeneración Nacional.
Fue regidor de oposición durante el segundo mandato de Pedro Couoh, por parte del Partido Revolucionario Institucional en Tizimín, Yucatán. El 17 de marzo de 2023 se afilió a Morena.Fue candidato por Morena en las elecciones estatales de Yucatán de 2024, donde resultó electo como presidente municipal de Tizimín para el periodo 2024 - 2027.

## Trayectoria política

### Regidor de oposición (2021-2024)
Desde sus inicios fue militante del Partido Revolucionario Institucional, partido por el cual logró ser regidor de oposición en la administración de 2021 - 2024 encabezada por Pedro Couoh. Sin embargo, renunció a este partido para afiliarse a Morena a finales de 2023.
Es militante del Movimiento Regeneración Nacional desde el 17 de marzo de 2023.

### Candidato a la alcaldía de Tizimín (2024)
Fue candidato a la presidencia municipal de Tizimín por la coalición formada por el Movimiento Regeneración Nacional, el Partido del Trabajo y el Partido Verde Ecologista de México. Obtuvo un total de 25 711 votos, ganando así las elecciones de 2024.
| \| Elecciones de 2024 \| Elecciones de 2024 \| Elecciones de 2024 \| Elecciones de 2024 \| Elecciones de 2024 \| \| ------------------ \| ------------------ \| ------------------ \| ------------------ \| ------------------ \| \| Partido político \| Partido político \| \| Votos \| Votos \| \| PAN, PRI y NA \| PAN, PRI y NA \| \| 16293 \| 16293 \| \| MORENA, PT y PVEM \| MORENA, PT y PVEM \| \| 25711 \| 25711 \| \| Fuente: IEPAC[4] \| \| \| \| \| |                   |  |       |       |
| Elecciones de 2024 |                   |  |       |       |
| Partido político | Partido político  |  | Votos | Votos |
| PAN, PRI y NA | PAN, PRI y NA     |  | 16293 | 16293 |
| MORENA, PT y PVEM | MORENA, PT y PVEM |  | 25711 | 25711 |
| Fuente: IEPAC |                   |  |       |       |

### Presidente municipal de Tizimín (2024-2027)
Fue electo en las elecciones estatales de 2024 como presidente municipal de Tizimín.
| Propietario                   | Suplente                             | Tipo                        |
| ----------------------------- | ------------------------------------ | --------------------------- |
| Carlos Adrián Quiróz Osorio   | Raúl Jacobo Ek Chan                  | Mayoría relativa            |
| Celmy Lorena Ocampo Ojeda     | Luisa Guadalupe Robertos Martín      | Mayoría relativa            |
| Edgar Moisés Rivero Cob       | Raúl Alfredo Martín Canché           | Mayoría relativa            |
| Clara Elena Matos Padilla     | María Nelva Francisca Puc Sulú       | Mayoría relativa            |
| Enrique Uc Barbosa            | Luis Armando Chocolatitos Kumul      | Mayoría relativa            |
| Lily Leticia Chávez Moreno    | Lirio Azucena Cárdenas López         | Mayoría relativa            |
| José Enrique Chávez Castillo  | Carlos Antonio Balderas Rosado       | Mayoría relativa            |
| Jesús Miguel Osorio Novelo    | José Mercedes Con Magaña             | Representación proporcional |
| Leyla Gutiérrez Palma         | Elizabeth de Jesús Contreras Mendoza | Representación proporcional |
| Jorge Alberto Vales Traconis  | Juan Jesús Alcocer Polanco           | Representación proporcional |
| Ligia Roxana Osorio Rodríguez | Sandra Guadalupe López Delgado       | Representación proporcional |